# Anya Chalotra
Anya Chalotra (Wolverhampton, 21 de julio de 1996) es una actriz británica.

## Biografía
Chalotra nació en Wolverhampton en 1996 y se crio en Lower Penn. Su padre es originario de la India mientras que su madre es inglesa. Se graduó de la Guildhall School of Music and Drama, donde estudió artes, y posteriormente estudió actuación en la St. Dominic’s Grammar School en 2007. También estudió actuación en la London Academy of Music and Dramatic Art.
Aunque se dedica mayormente a la actuación en teatro, Chalotra también apareció en la serie británica Wanderlust. Además, fue elegida para interpretar a Yennefer de Vengerberg en la serie The Witcher, de Netflix, basada en la saga de novelas del mismo nombre. Chalotra tuvo que leer algunas de las obras de Andrzej Sapkowski para poder interpretar de la mejor manera al personaje.

## Filmografía

### Cine
| Año  | Título                          | Papel                        | Ref. |
| ---- | ------------------------------- | ---------------------------- | ---- |
| 2025 | The Witcher: Sirens of the Deep | Yennefer of Vengerberg (voz) |      |

### Televisión
| Año           | Título               | Papel                  | Notas              |
| ------------- | -------------------- | ---------------------- | ------------------ |
| 2018          | Wanderlust           | Jennifer Ashman        | Miniseries         |
| 2018          | The ABC Murders      | Lily Marbury           | Miniseries         |
| 2019          | Sherwood             | Robin Loxley (voz)     | Serie              |
| 2019–presente | The Witcher          | Yennefer of Vengerberg | Serie              |
| 2020          | No Masks             | Dr. Anuja              | Cortometraje       |
| 2024          | Twilight of the Gods | Sif (voz)              | Serie; 3 episodios |
| 2024          | Creature Commandos   | Circe (voz)            | Serie              |

## Premios
| Año  | Categoría                 | Resultado |
| ---- | ------------------------- | --------- |
| 2020 | Top 10 Breakout Star      | #1        |
| 2020 | Top 10 Estrellas del 2020 | #3        |